# Rincón de Soto
Rincón de Soto település Spanyolországban, La Rioja autonóm közösségben. Rincón de Soto Alfaro községgel határos. Lakosainak száma 4024 fő (2024).

## Népesség
A település népessége az elmúlt években az alábbi módon változott:
| Lakosok száma | 3408 | 3525 | 3544 | 3805 | 3799 | 3755 | 3722 | 3783 | 3942 | 4024 |
|               | 2001 | 2004 | 2007 | 2009 | 2012 | 2014 | 2017 | 2019 | 2022 | 2024 |